# Quartermain Point
Der Quartermain Point ist eine markante Landspitze an der Borchgrevink-Küste des ostantarktischen Viktorialands. Sie markiert zwischen dem Helm Point und Kap Roget die östliche Begrenzung der Mündung des Burnette-Gletschers in den nördlichen Teil der Moubray Bay.
Teilnehmer einer von 1957 bis 1958 durchgeführten Kampagne der New Zealand Geological Survey Antarctic Expedition benannten die Landspitze nach dem neuseeländischen Historiker Lester Bowden Quartermain (1895–1973), Gründer und Präsident der New Zealand Antarctic Society.